# 가와베 슌타로
가와베 슌타로(일본어: 河辺 駿太郎, 1996년 5월 26일~)는 일본의 축구 선수이다.

## 구단 경력
그는 2021년 J3리그의 YSCC 요코하마에 입단했다. 2022년까지 48경기에 출전하여, 6득점을 넣었다. 2023년 가고시마 유나이티드 FC로 이적했다. 2023년 J3리그 준우승으로 J2리그로 승격했다. 2024년 8월 J3리그의 이와테 그루자 모리오카로 이적했다. 2025년 기라반츠 기타큐슈로 이적했다.